# Кондратьев, Станислав Юрьевич
Станислав Юрьевич Кондратьев (род. 14 февраля 1996, Москва) — российский хоккеист, защитник.

## Биография
Начинал свой путь в хоккее в московских хоккейных школах «Пингвины» (2003—2004) и «Русь» (2004—2005). Воспитанник ЦСКА (2005—2013). Играл за команды МХЛ «Атланты» Мытищи (2013/14 — 2014/15), МХК «Спартак» Москва (2015/16), ХК МВД Балашиха (2015/16 — 2016/17). В сезонах 2015/16 — 2016/17 также играл за «Динамо» Балашиха в ВХЛ, с которым стал обладателем Кубка Братины. Выступал в ВХЛ за «Динамо» Санкт-Петербург (2017/19 — 2019/20) и «Рязань» (2020/21 — 2021/22). В сезоне 2022/23 — игрок команды чемпионата Казахстана «Бейбарыс» Атырау.
Серебряный призёр хоккейного турнира зимних юношеских Олимпийских игр 2012 года.